# Hagby by
Hagby by är kyrkbyn i Hagby socken belägen cirka 10 km nordost om Örsundsbro.
I byn ligger Hagby kyrka. Vattendraget Sävaån flyter genom byn söderut för att mynna ut i Lårstaviken.

## Historia
Området kallas även Hagby och byn omtalas i skriftliga handlingar första gången 1220, då Honorius III utfärdade ett skyddsbrev på prosten och kyrkans jord i Hagby by. 1295 godkände Johan Ängel (Finsta-ätten) sin mors testamente av 6 öresland jord i Hagby till Uppsala domkyrka. 1489-1503 hade Sko kloster två landbor i byn. Den bestod 1538-69 av ett kyrkhemman (prästgården), en kyrkoutjord (från 1555 kyrkotorp, som fungerade som klockargård), ett Sankt Erikshemman och två gårdar tillhöriga Sko kloster (anges öde 1572, de blev senare kronojord).

## Bildgalleri

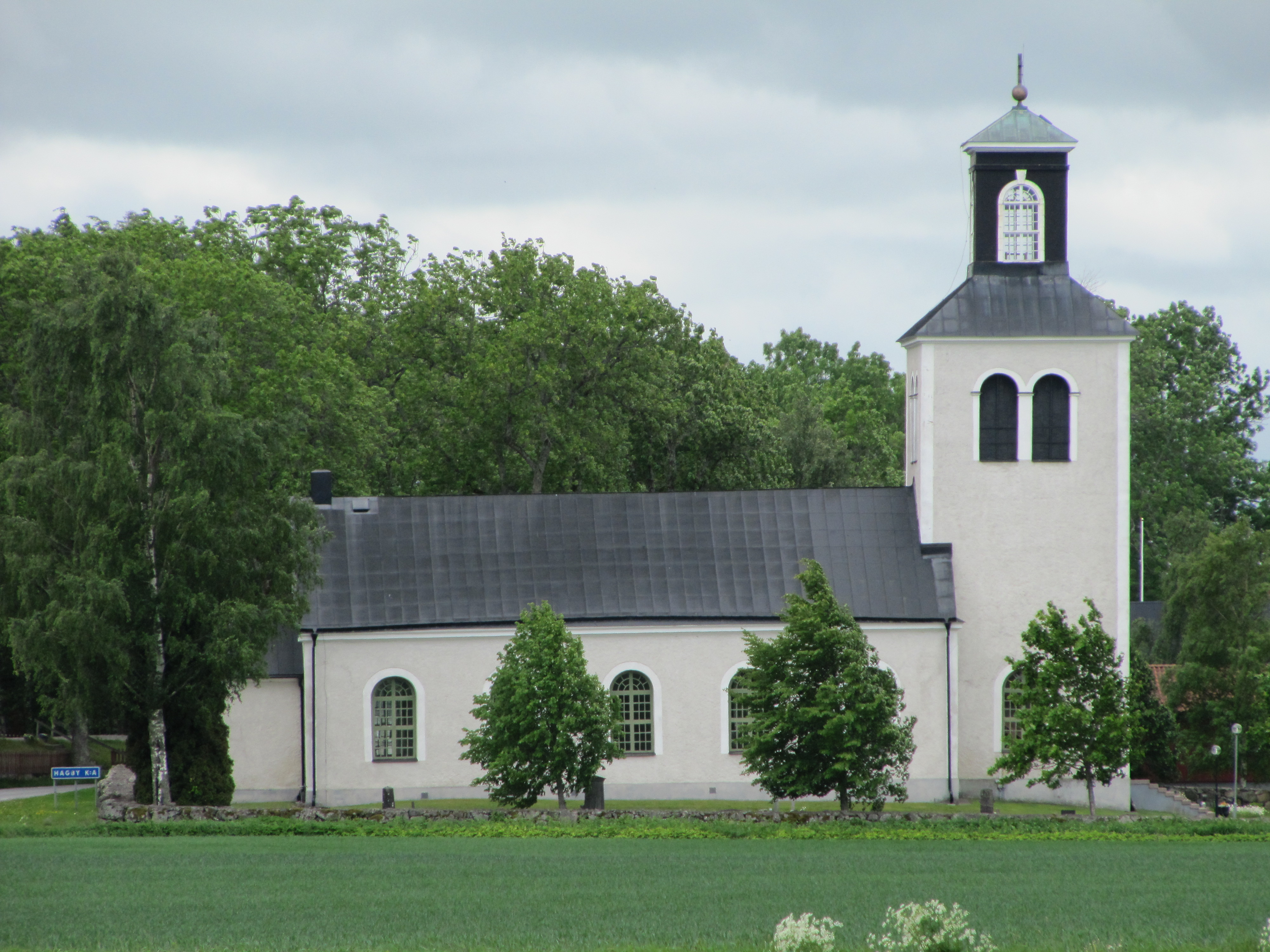
Hagby kyrka
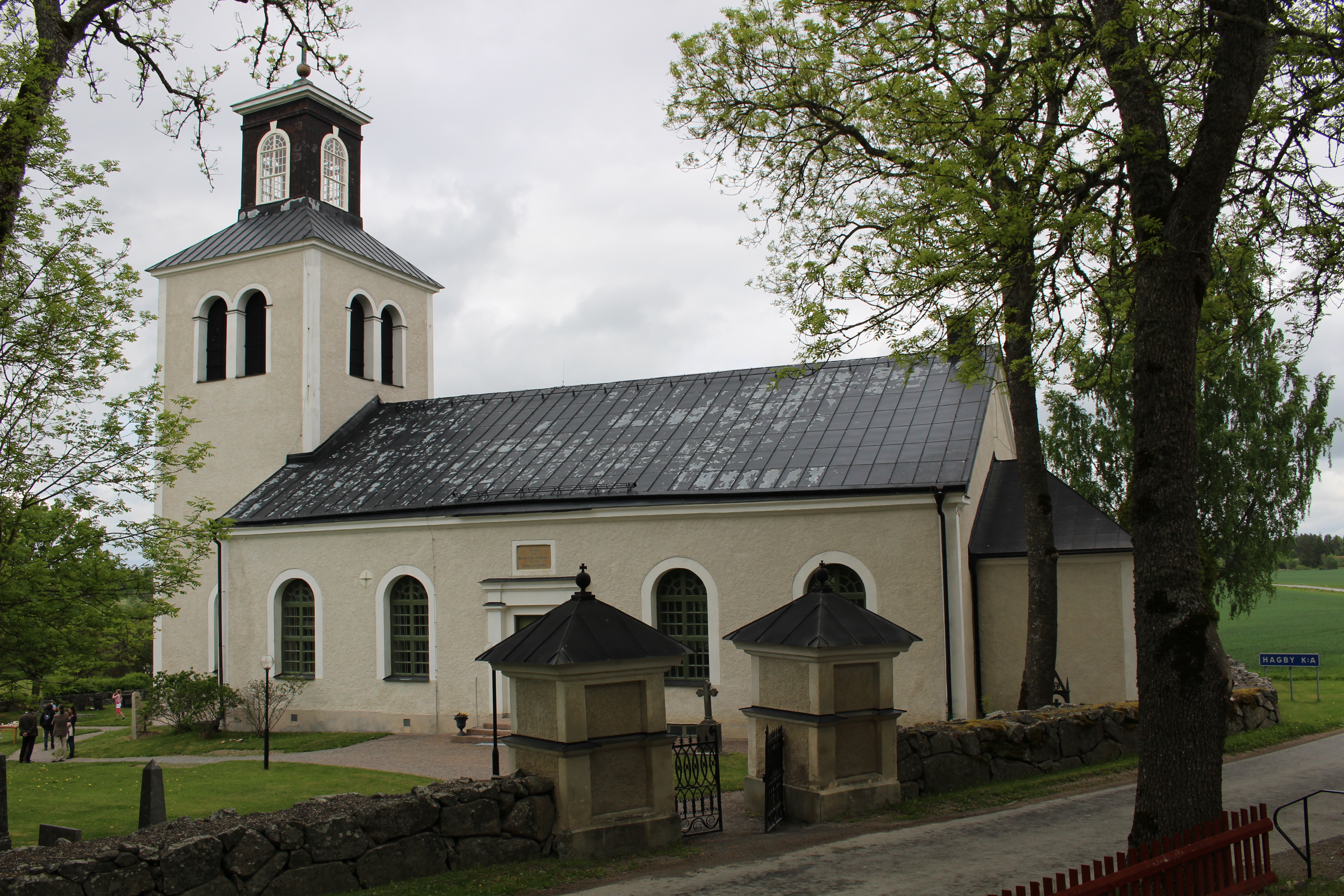
Hagby kyrka från sydost
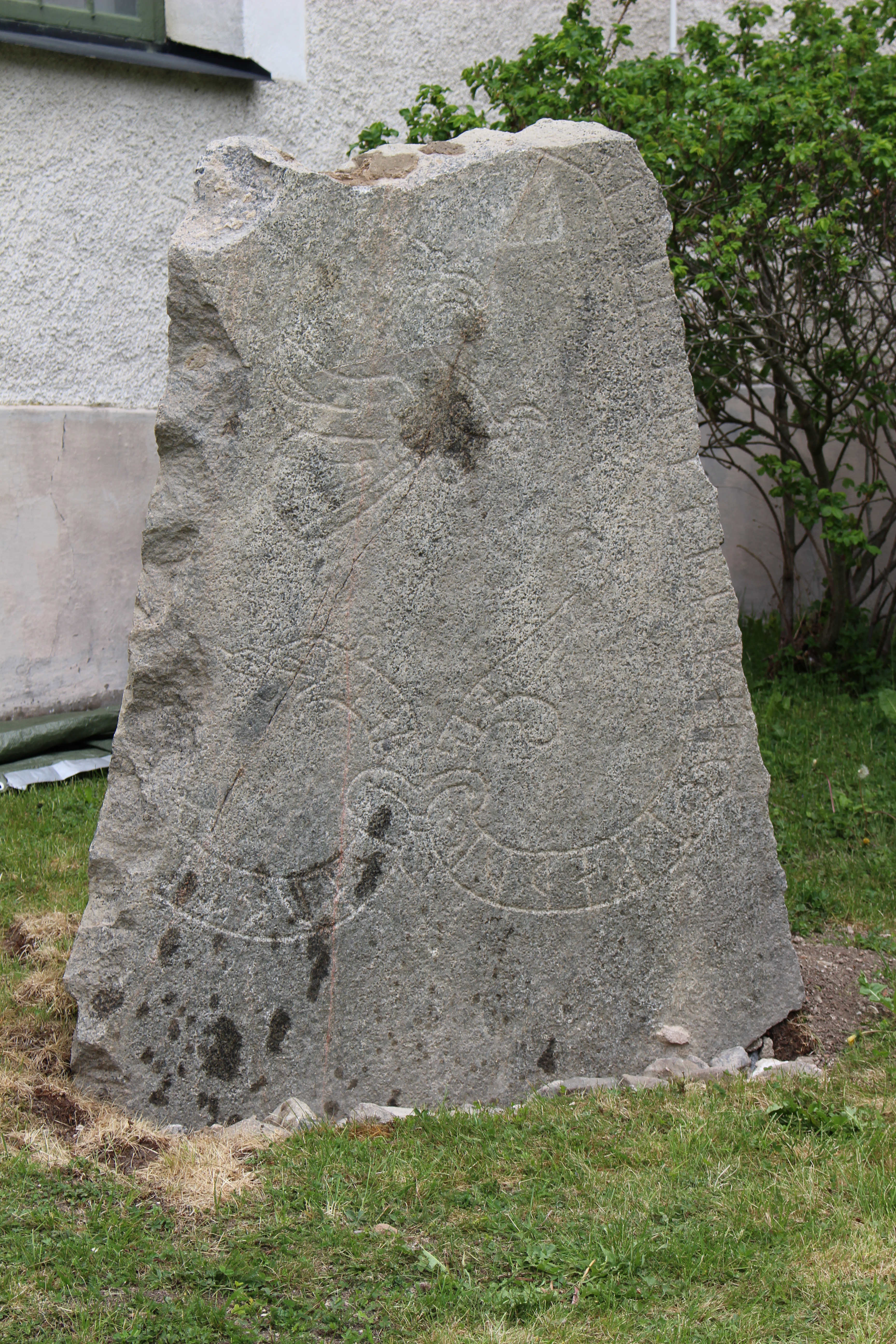
Upplands runinskrifter 874
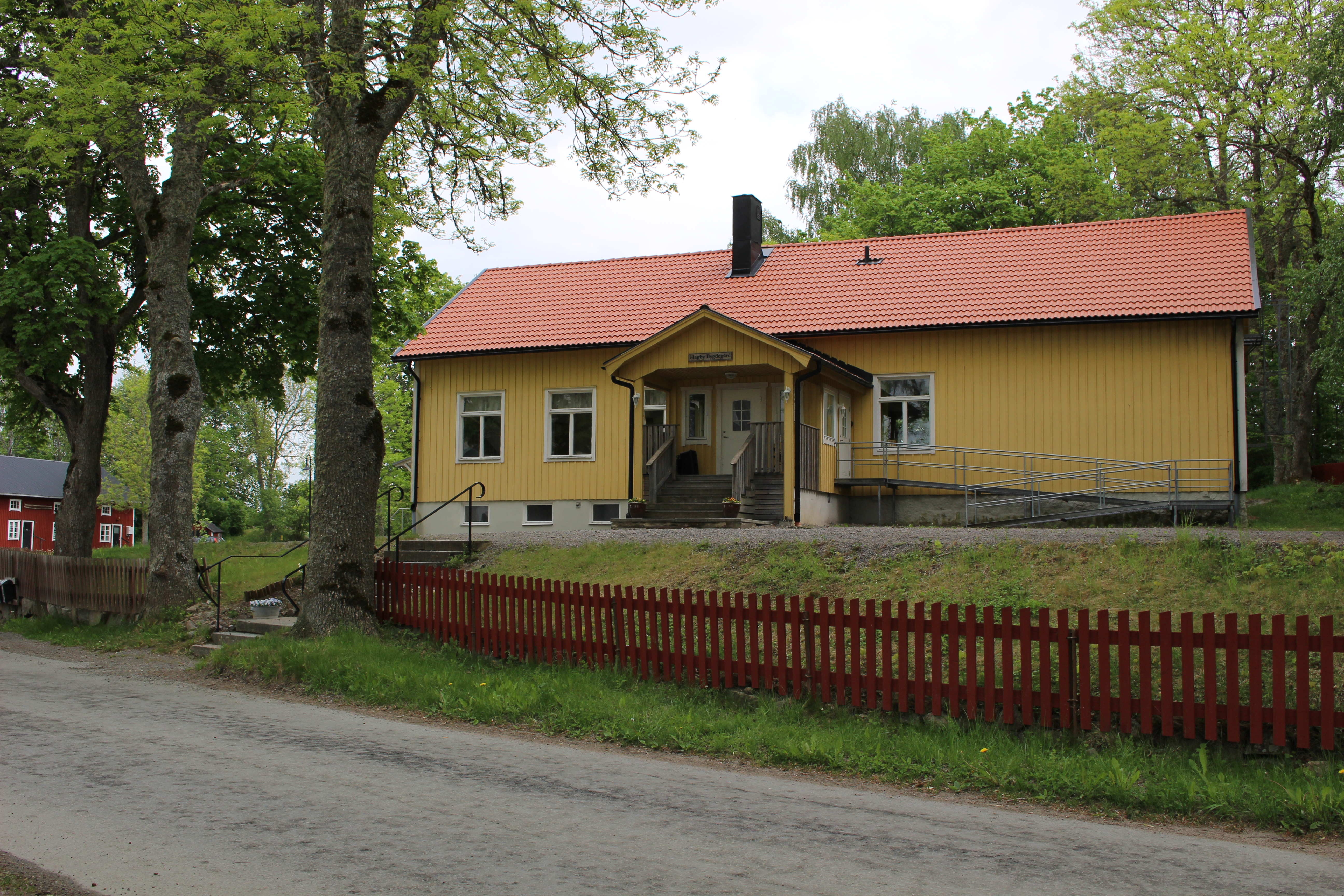
Hagby bygdegård